# Kowale Oleckie (gmina)
Pour le chef-lieu, voir Kowale Oleckie.
Kowale Oleckie est une gmina rurale du powiat de Olecko, Varmie-Mazurie, dans le nord de la Pologne. Son siège est le village de Kowale Oleckie, qui se situe environ 16 km au nord d'Olecko et 133 km à l'est de la capitale régionale Olsztyn.
La gmina couvre une superficie de 251,61 km2 pour une population de 5 371 habitants.

## Géographie
La gmina inclut les villages de Bialskie Pola, Borkowiny, Chełchy, Cicha Wólka, Czerwony Dwór, Czukty, Daniele, Dorsze, Drozdowo, Golubie Wężewskie, Golubki, Gorczyce, Guzy, Jabłonowo, Kiliany, Kowale Oleckie, Lakiele, Monety, Rogówko, Sokółki, Stacze, Stożne, Szarejki, Szeszki, Szwałk, Wężewo, Zawady Oleckie et Żydy.
La gmina borde les gminy de Banie Mazurskie, Filipów, Gołdap, Kruklanki, Olecko et Świętajno.